# Hendrik Doeff
Hendrik Doeff (né à Amsterdam le 2 décembre 1777 - mort le 19 octobre 1835) était le commissionnaire néerlandais du port de commerce de Dejima à Nagasaki, durant les premières années du XIXe siècle.

## Biographie
Hendrik Doeff a navigué vers le Japon en tant que scribe pour la Compagnie néerlandaise des Indes orientales (Vereenigde Oost-Indische Compagnie ou VOC). Il se rendit à Nagasaki en juillet 1799 pour travailler à titre de secrétaire au poste de traite de Dejima. En 1803, à l'âge de 27 ans, il en dirigea l'établissement, succédant à Willem Wardenaar, qui fut directeur de 1800 à 1803. Hendrik Doeff demeura au Japon jusqu'en décembre 1817, quand Jan Cock Blomhoff lui succéda.

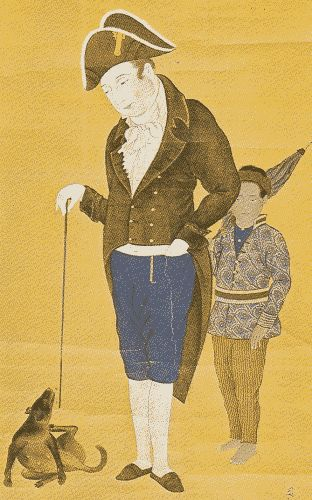
Hendrik Doeff et une servante balinaise à Dejima, peinture japonaise.

Durant La Révolution et les guerres napoléoniennes, lorsque les Pays-Bas furent occupés, puis annexés par les Français, Dejima rompit ses liens avec la métropole. Ainsi, l'ile restera le seul endroit au monde où le drapeau néerlandais continuera de flotter durant cette période sous l´ordre de Hendrik Doeff.
Doeff put compter sur l'aide de Tokijuro Nakayama et Gonnosuke Yoshio qui lui ont permis de compiler un dictionnaire néerlandais-japonais comportant 50 000 entrées basé sur le dictionnaire néerlandais-français de François Halma (nl) et qui fut utilisé dans l'école Tekitekisai dirigée par Koan Ogata. Il joua un rôle considérable dans les échanges culturels, en enseignant le français aux interprètes. Il est aussi l'auteur d'un livre intitulé Herinneringen uit Japan (Souvenirs du Japon) T1 , et l'on se souvient de lui pour son action soutenue pour le maintien du monopole commercial hollandais au Japon.
Le personnage éponyme du roman Les mille automnes de Jacob de Zoet de l'écrivain britannique David Mitchell s'inspire largement d'Hendrik Doef et de son parcours à Dejima. 

## Ouvrage
- (nl) Hendrik Doeff, Herinneringen uit Japan, 1833 [lire en ligne]